# Koncentrationslejr
En koncentrationslejr har på forskellige tidspunkter i forskellige lande betegnet forskellige typer af steder for tilbageholdelse af fanger. Det oprindelige latinske ord "concentrare" betyder at "samle i ét punkt".

## Begrebet
Ordet koncentrationslejr betegnede på forskellige tidspunkter i forskellige lande flere typer af opsamlings-, internerings- og arbejdslejre. Lejre for krigsfanger og straffefanger og arbejdslejre for kriminelle var allerede udbredte, ved siden af disse udvikledes i 1800-tallet internerings- eller fangelejre i forbindelse med udvisning, udvandring og koloniale erobringer.
Oprindeligt stammer ordet fra spansk, og blev første gang brugt i forbindelse med undertrykkelse af et oprør mod den spanske kolonimagt på Cuba i 1896. På det tidspunkt måtte landarbejdere, der ikke ønsker blive mistænkt for at være oprørere, tvunget til at flytte ind i campos (re)concentración. I 1900 indrettede USA koncentrationslejre på én af Mindanaoøerne, hvor filippinske guerillaer blev interneret. I 2004 kaldte Fidel Castro USA-basen Guantánamo for "koncentrationslejren på den ulovlig militærbase Guantánamo".
De internerede kan være civile i en krigszone, politiske modstandere, psykisk syge og særlige etniske eller religiøse grupper. Koncentrationslejre er bygget med henblik på reel internering, som udryddelseslejre eller som slavelejre. I debatten sidestilles "koncentrationslejr" ofte fejlagtigt med "udryddelseslejr".

## Historien
Betegnelsen "koncentrationslejr" blev først brugt om de 45 britiske interneringslejre under den anden boerkrig i Sydafrika. Omkring 26.000 kvinder og børn omkom i lejrene, dvs. en tiendedel af befolkningen i de to boerrepublikker, Transvaal og Oranjefristaten. Da de frygtelige forhold i lejrene blev kendt, vakte det en storm af raseri i Storbritannien, og den britiske hær blev tvunget til at forbedre forholdene i lejrene, hvor mæslinger, skarlagensfeber og tyfus hærgede frit. Også omkring 100.000 afrikanske krigsfanger blev holdt indespærret under lignende forhold. Under Mau Mau-oprøret genindførte briterne koncentrationslejre.
I løbet af det tyvende århundrede blev staters tvangsmæssige internering af civile almindelig og nåede et hidtil uhørt barbari i nazisternes kz-lejre og de sovjetiske Gulag-lejre. De blev dels brugt til regulær undertrykkelse og udrensning, dels til økonomisk udnyttelse af arbejdskraft ved store byggeprojekter, skov- og minedrift m.m..

## De tyske kz-lejre
Tyskland brugt koncentrationslejre i 1904-1908 mod stammer der havde gjort oprør i Sydvest Afrika (nu Namibia), da det var en tysk koloni. De blev brugt til udryddelsen af 50 og 75% af medlemmerne af de to største stammer og inspirerede senere nazisterne i Tyskland.  Det Nationalsocialistiske Tyskland brugte navnet til et netværk af fangelejre. Koncentrationslejrene i Nazi-Tyskland har siden anden verdenskrig været det mest berygtede og gjorde det tyske ord Konzentrationslager verdenskendt som åsted for holocaust. De nazistiske koncentrationslejre omtales ofte blot med den tyske forkortelse "kz-lejr".
Millioner døde i Det tredje Riges kz-lejre; af sult, sygdom, eksperimenter og mishandling i arbejdslejrene, dels også ved gasning, især i udryddelseslejrene. Europas jøder og romaer var mål for en storstilet udryddelseskampagne, der skønnes at have kostet op mod seks millioner livet.

### Danskere i kz-lejrene
De første deportationer skete efter Samarbejdspolitikkens sammenbrud 29. august 1943. Ca. 6.000 danskere sad i fængsel eller koncentrationslejr uden for Danmark.
- Medlemmer af modstandsbevægelsen (ca. 2.850). De fleste blev sendt til Neuengamme koncentrationslejr, Sachsenhausen og Dachau. 240 døde.
- Politibetjente blev 19. september 1944 interneret og sendt til Buchenwald. 81 døde. I sin årsberetning fra 1968 opsummerer Rigspolitichefen: Internerede i alt: 1.967. Døde i koncentrationslejre: 81. Døde senere: 131. Døde under modstandskampen: 46. Døde i alt: 258. Invalideret i koncentrationslejr: 508. Invalideret under modstandskampen: 28. Afskediget på grund af sygdom pådraget ved kz-opholdet: 74.
- Danske jøder (472)[5] blev sendt til Theresienstadt. 53 døde.
- Grænsegendarmer/grænsevagter ved den dansk-tyske grænse. 141 interneret. 41 døde.
- Kommunister (150) blev sendt til Stutthof efter at have været interneret i Horserødlejren
- Asociale (ca. 430), en betegnelse for prostituerede, homoseksuelle, kriminelle, tiggere, m.fl. 165 døde.

De fleste danske kvinder kom til kvindelejren Ravensbrück.
Under besættelsen 1940-45 fandtes der to interneringslejre i Danmark: Horserød- og Frøslevlejrene. Mange af de indsatte i interneringslejrene blev senere sendt til koncentrationslejre i Tyskland.

## Gulag
De sovjetiske Gulaglejre (russisk: Гла́вное управле́ние лагере́й и мест заключе́ния (ГУЛа́г), tr. Glavnoje upravlenije lagerej i mest zakljutjenija (Gulag); dansk: ~ Generaldirektoratet for lejre og fængsler (Gulag)) blev oprettet til deternering af antikommunistiske hvide styrker, der samarbejdede med interventionshærene, der forsøgte at nedkæmpe revolutionen. I 1921 var der 84 Gulaglejre. Systemet kulminerede i begyndelsen af 1950'erne under Stalin.
Sovjetunionens sidste præsident Mikhail Gorbatjov opløste lejrene i 1987. De havde officielt ca. 28,7 millioner fanger igennem tiden. 

## Koncentrationslejre i nyere tid
Også i krigen på Balkan i 1990'erne og på Cuba oprettedes der koncentrationslejre. Lejrene på Cuba er angiveligt under afvikling.
I Nordkorea er rapporteret om koncentrationslejre, bl.a. Kaechon Koncentrationslejr.
Danske udrejsecentre omtales ikke som koncentrationslejre, men det danske Udrejsecentre Ellebæk bruges til internering af udviste ikke-kriminelle under forhold, der er i 2020 blevet betegnet som værre en fængsler af Europarådets Torturkomité  Udviste der mener det er for farligt at rejse tilbage omfatter bl.a. syriske flygtninge kvinder, der studerer SoSu assistenter og har arbejdet og gået i gymnasiet i Danmark og modsat deres familie får inddraget opholdstilladelsen pga. Danmarks usædvanlige risikovurdering og politik. 